# University, Mississippi
University là một thành phố thuộc quận, tiểu bang Mississippi, Hoa Kỳ. Năm 2010, dân số của thành phố này là 4 202 người.

## Dân số
- Dân số năm 2000: người.
- Dân số năm 2010: 4 202 người.